# Karta pojazdu

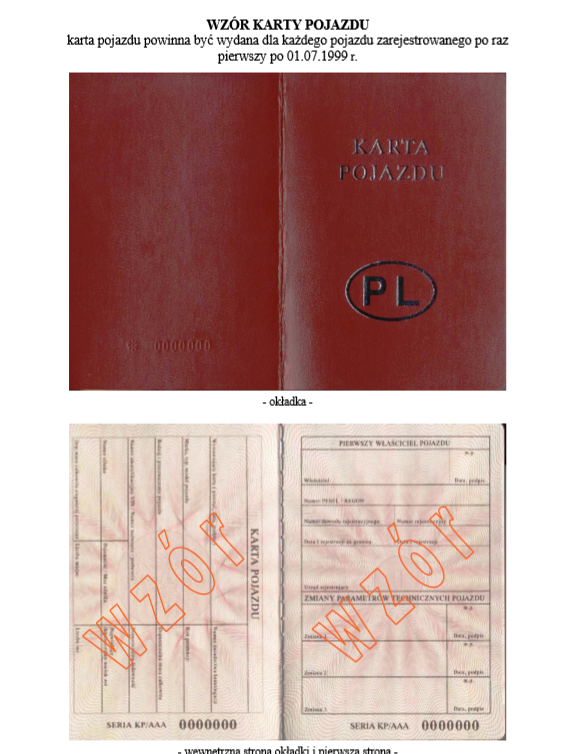
Wzór karty pojazdu

Karta pojazdu – dawny dokument wystawiany na konkretny pojazd, zawierający wszystkie niezbędne dane o pojeździe, jak i o właścicielu (zarówno o bieżącym, jak i o poprzednich). Był to urzędowy dokument, w którym odnotowywano także wszelkie zmiany w pojeździe – przystosowanie auta do zasilania LPG, zmiany dowodu rejestracyjnego, parametrów technicznych pojazdu, dorobienia wtórników tablic rejestracyjnych itp.
Została wprowadzona 1 lipca 1999 roku na podstawie ustawy Prawo o ruchu drogowym. Każdy pojazd mechaniczny zarejestrowany w Polsce po dniu 30 czerwca 1999 roku powinien był posiadać kartę pojazdu (dla pojazdów zarejestrowanych przed tą datą nie była wystawiana, z wyjątkiem aut importowanych z zagranicy).
Kartę wydawano w formie książeczki o wymiarach podobnych do wymiarów paszportu i w okładce o kolorze bordowym. Została zniesiona 4 września 2022 roku wraz z naklejką rejestracyjną.
Karta pojazdu nie podlegała kontroli drogowej. Karta była przekazywana między właścicielami w momencie sprzedaży pojazdu i potrzebna przy każdej czynności administracyjnej związanej z danym samochodem w starostwie – w tym do przerejestrowania pojazdu.